# Guillaume LeBlanc
Guillaume LeBlanc (Sept-Îles, 4 giugno 1957) è un ex marciatore canadese, vincitore di una medaglia d'argento ai Giochi olimpici di Los Angeles 1984.

## Palmarès
| Anno | Manifestazione           | Sede        | Evento       | Risultato | Prestazione | Note |
| ---- | ------------------------ | ----------- | ------------ | --------- | ----------- | ---- |
| 1982 | Giochi del Commonwealth  | Brisbane    | Marcia 30 km | Bronzo    | 2h14'56"    |      |
| 1983 | Universiade              | Edmonton    | Marcia 20 km | Oro       | 1h24'03"    |      |
| 1984 | Giochi olimpici          | Los Angeles | Marcia 20 km | 4º        | 1h24'29"    |      |
| 1984 | Giochi olimpici          | Los Angeles | Marcia 50 km | dnf       | dnf         |      |
| 1988 | Giochi olimpici          | Seul        | Marcia 20 km | 10º       | 1h21'29"    |      |
| 1989 | Giochi della Francofonia | Casablanca  | Marcia 20 km | Argento   | 1h27'27"    |      |
| 1992 | Giochi olimpici          | Barcellona  | Marcia 20 km | Argento   | 1h22'25"    |      |